# Juhani Peltonen
Juhani Peltonen   (Valkeakoski, 16 de juny de 1936) fou un futbolista finlandès de la dècada de 1960.
Fou 68 cops internacional amb la selecció finlandesa.
Pel que fa a clubs, destacà a Valkeakosken Haka i Hamburger SV.